# Ferrovia da cortile

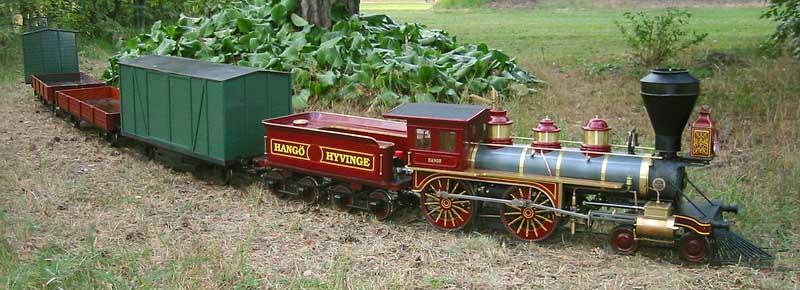
Una ferrovia da cortile, con una locomotiva 4-4-0 in scala 1:8, su una pista portatile

Una ferrovia da cortile è una ferrovia esterna di proprietà privata, molto spesso in miniatura, ma abbastanza grande da consentire a una o più persone di cavalcarla. Lo scartamento può essere compreso tra 2,5 pollici (64 mm) fino a 7,5 pollici (190.5 mm) o dimensioni maggiori. Ferrovie da cortile o da aperto che non possono ospitare delle persone su di sé sono chiamate ferrovie da giardino. Alcune ferrovie da cortile utilizzano materiale rotabile di dimensioni standard, come la Grizzly Flats Railroad a scartamento ridotto da 3 piedi (914 mm), di proprietà dell'animatore Disney Ward Kimball.
Esistono centinaia, persino migliaia di ferrovie da cortile, specialmente negli Stati Uniti e nel Regno Unito. La Carolwood Pacific Railroad in miniatura con scartamento da 7.25 pollici (184 mm), situata nella casa di Walt Disney nel quartiere di Holmby Hills a Los Angeles, ne è stato un esempio notevole. Ha ispirato Disney a circondare il suo parco divertimenti Disneyland con la ferrovia a scartamento ridotto (3 piedi - 914 mm) denominata Disneyland Railroad.

## Tracciato
I binari possono essere portatili o permanenti. Nel primo caso può trattarsi di acciaio saldato da costruzione, mentre gli ultimi sono generalmente costruiti con acciaio in miniatura o in alluminio, fissate a legno, plastica o a traversine in calcestruzzo, e posizionate su una adeguata base di pietrisco (la "massicciata"), proprio come quelle a grandezza naturale. Anche i deviatoi sono fabbricati con questi materiali di base. Di solito, si cerca un aspetto da prototipo, ma alcuni binari portatili potrebbero non assomigliare molto ai binari ferroviari reali.

## Locomotive e materiale rotabile
Le locomotive di una ferrovia da cortile possono essere di diversi tipi; locomotive a vapore, con motori a benzina o diesel, o anche azionate elettricamente, per esempio usando batterie al piombo-acido ricaricabili all'interno della locomotiva. Le locomotive a vapore in miniatura sono uno degli elementi costitutivi di un hobby correlato, noto come vapore vivo. Uno dei più noti costruttori di treni della ferrovia del cortile fu Bud Hurlbut, che costruì e gestì anche il viaggio in treno della miniera e il giro in tronchi alla Knott's Berry Farm.
Il materiale rotabile è spesso modellato sulla base di attrezzature ferroviarie reali, spesso dipinto con loghi di ferrovie passate o esistenti. Sono comuni i boxcar, i vagoni piatti, i vagoni cisterna e i caboose. Per consentire l'uso da parte di passeggeri, vengono costruite carrozze speciali con un baricentro basso per sicurezza.